# Сима Симић
Сима Симић (Ракинац, код Пожаревца, 1920 – Бусур, код Петровца на Млави, 15. април 1943), учесник Народноослободилачке борбе и народни херој Југославије.

## Биографија
Родио се у селу Ракинац (данас Симићево), код Пожаревца 1920. године. Након завршене гимназије уписао се на Медицински факултет Универзитета у Београду. Већ у гимназији ушао је у СКОЈ. Након напада Немачке на Југославију вратио се у родни крај и ту организовао диверзантске групе и ударне десетине. После припрема они су почели да изводе акције: сечење телефонских стубова и спречавање сељака да носе намирнице за Немце.
Моравска чета која је припала Другом шумадијском партизанском одреду формирана је 17. августа 1941. године, а међу првим борцима који су се тада окупили био је и Сима који је изабран за политичког комесара чете. Као комесар посебно се истакао у нападу на жандармеријску станицу у Жабарима у ноћи између 9. и 10. септембра. Тада је заробљено око 40 жандарма и запаљена општинска архива. У Жабарима је формирао народноослободилачки одбор састављен од седам мушкараца и две жене. Водио је жестоку борбу са недићевцима 30. септембра код Свилајнца. Њих су потпуног уништења спасили Немци који су им притекли у помоћ. У повлачењу разоружали су четнике Косте Пећанца који су им кренули у помоћ.
Група је 15. фебруара поставила заседу на путу Пожаревац − Петровац којим је требало да прође Марисав Петровић са својим 5. добровољачким одредом. Око 10 часова наишла су кола у којма су били Немци. Партизани су припуцали и убили све немце. Тројица од њих били су официри, а свакако најзначајнији био је Хензел, командант 734. гренадирског пука и казнене експедиције која је послата у пожаревачки округ. Осим оружја пронађена је код Хензела торба у којој се налазила мапа на којој су била обележена сва места у источној Србији где се налазе партизани са именима и надимцима свих командира и политичких комесара. Документа је Сима одмах послао у штаб и обавестио све партизанске групе о предстојећој офанзиви.
Сима је са четом почетком априла 1943. прешао у ресавски срез, где су 14. априла напали рудник угља „Морава” у селу Плажану код Деспотовца. Када су заузели рудник, одржали су збор, а затим су кренули према Бусуру. Тамо су се склонили на салаш Димитрија Кадића. Упркос предострожности, четници су опколили салаш. Партизани су покушали да се извуку без борбе, али су их четници опазили и запуцали. Један метак погодио је и Симу и он је преминуо.
Указом председника ФНР Југославије Јосипа Броза Тита, 20. јула 1953. године, проглашен је за народног хероја.